# Erannis confluaria
Erannis confluaria là một loài bướm đêm trong họ Geometridae.